# Masaryktown
Masaryktown es un lugar designado por el censo ubicado en el condado de Hernando en el estado estadounidense de Florida. En el Censo de 2010 tenía una población de 1.040 habitantes y una densidad poblacional de 381,7 personas por km².

## Geografía
Masaryktown se encuentra ubicado en las coordenadas 28°26′31″N 82°27′39″O / 28.44194, -82.46083. Según la Oficina del Censo de los Estados Unidos, Masaryktown tiene una superficie total de 2.72 km², de la cual 2.71 km² corresponden a tierra firme y (0.57%) 0.02 km² es agua.

## Demografía
Según el censo de 2010, había 1.040 personas residiendo en Masaryktown. La densidad de población era de 381,7 hab./km². De los 1.040 habitantes, Masaryktown estaba compuesto por el 93.37% blancos, el 0.67% eran afroamericanos, el 0.48% eran amerindios, el 1.35% eran asiáticos, el 0.1% eran isleños del Pacífico, el 2.98% eran de otras razas y el 1.06% pertenecían a dos o más razas. Del total de la población el 11.35% eran hispanos o latinos de cualquier raza.